# Барзах, Анатолий Ефимович
Анатолий Ефимович Барзах (род. 4 августа 1950, Ленинград) — российский литературовед.
Окончил физический факультет Ленинградского университета. Работает в Петербургском институте ядерной физики, кандидат физико-математических наук.
С 1973 г. публиковал в самиздате стихи и статьи о литературе. Автор двух сборников статей о творчестве И. Анненского, В. Набокова, О. Мандельштама и др., отличающихся тонкими наблюдениями над художественным пространством авторов, метафизикой их творчества.
С 1996 г. главный редактор издательства «Академический проект». В 2006—2009 годах — член жюри Премии Андрея Белого. В 2009 г. вышел из состава жюри. В том же году Барзаху была присуждена премия Андрея Белого за сборник эссе «Причастие прошедшего зрения», но он от неё отказался.